# 微生物農法
微生物農法（びせいぶつのうほう）とは、農薬や肥料の使用を抑えることで土壌を微生物の生息しやすい環境に整える農法。
または、農業に適すると考えられている微生物資材を投入することで土壌改良を行い、作物の育成を促進しようとする農法をさす。
なお、法律には定義されていない。

## 内容
植物は本来、枯れた植物や糞尿など有機物の分解などを行い、植物にとっての養分を生み、また土の団粒化を促し水はけや通気性を向上させる微生物と共生することで生きている。しかし無機物である化学肥料を多く使いすぎた場合、土壌中の有機物を食べる微生物は数を減らす。そのため土壌中の微生物相のバランスが崩れ、植物は連作障害等の病気にかかりやすくなる。それらの病気を防ぐために農薬を多く使用することになり、農薬により微生物はさらに減少する。
上記の理由から、人体に良い影響を与える微生物を摂取し病気を防ぐプロバイオティクスの考えにより、植物の生育に良い働きをすると考えられている菌を添加することで土壌の微生物相のバランスを改善し作物の育ちを改善させようとする手法が微生物農法である。
添加する微生物は、植物に必要な窒素の固定やリン・鉄の可溶化などを行い成長促進させ、また抗生物質などを分泌し共生する菌根菌や、植物体内で養分の供給や耐病虫性を持たせるなどの働きで共生している菌の総称エンドファイトなど、数多くある。
各種微生物を接種させ、土壌で増殖することにより作物の育ちが改善し、ひいては肥料や農薬の代わりとなる効果が期待されている。しかし菌を外部から接種しても土壌に生息している菌類に負け定着が難しく、効果は弱いと考える見解もある。
微生物農法にいたる背景は有機農業と同様であり、オーガニックフードが消費者の関心を得るようになってから微生物農業や微生物農法への関心も高まってきた。有機農業とは違い農薬や化学肥料の使用量は定められておらず、法律や規格などは制定されていない。微生物資材の使用における制限もない。

## 微生物資材
土壌改良資材の一つ。主に農業に用いられる。VA菌根菌や有用微生物群に代表される、微生物を含んだ資材のこと。
農業用微生物資材は連作障害の防止や窒素の固定、リンの可溶化、堆肥の腐熟などを目的とする資材であり、多くの製品が市販されている。
土壌に対し植物の生育に良い働きをする菌を摂取することにより、作物の育ちが改善される効果が期待されている。土壌中で増殖するためには、土質や有機物の存在、及び微生物コミュニティー全体のバランスなど条件が揃う必要がある。
なお使用される微生物資材の内、VA菌根菌資材は地力増進法において原料・用途・使用方法などの表示が必要な土壌改良資材として指定されている。

## テレビ番組
- 日経スペシャル ガイアの夜明け 有機野菜を身近に～食の安全に挑む新ビジネス～（2008年2月19日、テレビ東京）[5]。- 微生物農薬を取材。